# ثورة حمص (744)
ثَوْرَةُ حِمْص (126 هـ / 744 م) هيَ ثَوْرَة شَعبيَّة قامت في مَدينة حِمْص على خَلفيَة مَقتَل اَلخليفة الأمَويّ اَلوَليد بنُ يَزيد بعد أن خرج عليه ابن عمه يزيد بن الوليد، حيث أغلقوا أبواب قلعة حمص وأقاموا النَّوائح عليه وقد رفضوا بيعة الخليفة الجديد يزيد وقرروا المسير بإتجاه العاصِمة الأُمَويَّة دِمَشْق لخلعه.
وقد ولَّى أهل حِمْص عَليهم مُعاوية بن يزيد بن الحُصين النُميري وقد أيَّدهم في ثورتهم الأمير الأمَويّ مُروان بن عبد الله بن عبد الملك، وقد أرسل في هذه الأثناء الخليفة يزيد وفداً إلى أهالي حِمْص يُطالبهم بالبيعة والسمع والطاعة إلا أنهم رفضوا وجَرحوا رسُلُه، فما كان منه إلا أن أرسل أخاه مسرور بن الوليد على رأس كتيبة، ومعهُ سليمان بن هشام بن عبدالملك بعد أن ردَّ عليه ما صادر منه الخليفة الوليد الثاني من أمواله، وأمرهم بقتالهم حتى يُبايعوا.
وقد كان الثائرون في حِمْص قرروا المسير عسكرياً بإتجاه العاصمة دمشق لخلع يزيد والثأر بدمّ الوليد، فنصحهم مُروان بن عبد الله الأمويّ أن يحاربوا الجيش القادم إليهم أولاً حتى إن انتصروا عليهم هان عليهم المسير نحو دِمَشْق، إلا أن السَّمَط بنُ ثابِت الكِنديّ حَرَّض عليه وقال بأنه يُميل إلى الخليفة يزيد ويريد إبادتهم، فثار الثائرون مِنهم وقتلوا مُروان وابنهُ وانتدبوا أبو مُحَمَّد السُّفياني ليقودهم إلى دِمَشْق.
وقد خرج القائد العسكري سليمان بن هشام ومسرور بن الوليد وبعض القادة الآخرين مثل عبد العزيز بن الحجاج بن عبد الملك وهِشام بنُ مصاد في 4,500 مقاتل وقد أمرهم الخليفة يزيد أن يمدوا بعضهم بعضاً فدارت معركة شديدة على أطراف دِمَشْق وانهزم الثائرون من حِمص، وقد لاحقوا الفارِّين مِنهم على تَعب حتى نادى يزيد بن خالد القسري "الله الله في قومك!" فكفوا القتال ودعاهم سليمان بن هشام لبيعة الخليفة يزيد فوافقوا.
وقد أُسر في المعركة أبو مُحَمد السُّفياني ويزيد بن خالد بن يزيد الأُموي والتقوا الخليفة يزيد وقرر حبسهما.
بعد أن بايع أهل حِمْص، أعطاهم يزيد العطاء وأجاز الأشراف، وقرر استعمال مُعاويَة بنُ يزيد بنُ الحُصين النُّميري حاكماً على المدينة (في خطوة لتقريب أهل المدينة إليه)